# Josif Pančić
Josif Pančić, (em sérvio:  Јосиф Панчић; Bribir, 17 de abril de 1814 – Belgrado, 8 de março de 1888) foi um botânico sérvio, doutor em medicina, professor na Great School (a futura Universidade de Belgrado) e o primeiro presidente da Academia Real Sérvia. Ele documentou extensivamente a flora da Sérvia, e é creditado por ter classificado muitas espécies de plantas que eram desconhecidas pela comunidade botânica da época. Pančić é creditado com a descoberta do abeto sérvio. Ele é considerado o pai da botânica sérvia.

## Trabalhos selecionados
- Die Flora der Serpentinberge in Mittel-Serbien (1859)
- Pisces Serbiae (1860)
- Zur Moosflora des nordöstlichen Banates (1861)
- Arena mobilis in Serbia eiusque flora (1863)
- Flora agri Belgradensis methodo analytica digesta – "Flora u okolini Beogradskoj po analitičnom metodu" (1865)
- Šumsko drveće i šiblje u Srbiji (1871)
- Flora Principatus Serbiae – "Flora knez̆evine Srbije ili vaskularne biljke, koje y Srbije divlie rastu" (1874)
- Eine neue conifere in den östlichen Alpen (1876)
- Flora u okolini Beogradskoj po analitičnoj sistemi (1878)
- Elementa ad floram principatus, Bulgariae (1883)
- Nova graca za flora knez︠h︡evine Bugarske (1886)
- Collected works in 11 volumes[4]